# Bollullos de la Mitación
Bollullos de la Mitación ist eine südspanische Gemeinde in der Provinz Sevilla der Autonomen Region Andalusien.

## Geschichte
Bollullos ist arabischen Ursprungs und bedeutet „kleiner Turm“. La Mitación bestand ursprünglich aus mehreren Siedlungen wie Torrearcas, Aljuven, Torreblanca, Almanchar, Seismalos, Almonjón, Palmaraya, Almonasterejo, Rianzuela und Cuatrovitas. Diese Ansiedlungen existierten bis ins späte 15. Jahrhundert.
Im Jahre 1594 wurden die Siedlungen Teil des Königreiches von Sevilla und urkundlich unter dem heutigen Gemeindenamen Bollullos de la Mitación erwähnt. Die Gemeinde hatte damals 156 Bürger.

## Verkehr
In unmittelbarer Nähe des Ortes verläuft die Autopista A-49, die in Sevilla beginnt und an der Grenze zu Portugal in Ayamonte endet. In Bollullos verkehren vier Intercity-Buslinien (M-157, M-158 M-159 und M-169), die die Gemeinde mit Aljarafe, Sevilla, Villamanrique de la Condesa und Pilas verbinden. Auf dem Gemeindegebiet befindet sich neun Kilometer südlich der Stadt der Flugplatz Aeródromo La Juliana.
| Jahr      | 1877  | 1887  | 1900  | 1910  | 1920  | 1930  | 1940  | 1950  | 1960  | 1970  | 1980  | 1990  | 2000  | 2010  | 2020   |
| --------- | ----- | ----- | ----- | ----- | ----- | ----- | ----- | ----- | ----- | ----- | ----- | ----- | ----- | ----- | ------ |
| Einwohner | 1.585 | 1.825 | 2.093 | 2.342 | 2.385 | 2.646 | 2.812 | 3.015 | 3.290 | 3.511 | 4.046 | 6.031 | 5.224 | 5.224 | 11.081 |

## Sehenswürdigkeiten
- Pfarrkirche San Martín de Tours mit vier Altargemälden von Francisco de Zurbarán
- Capilla de Santa María de Roncesvalles, Kapelle des historischen Krankenhaus
- Ermita de Nuestra Señora de Cuatrovitas, erbaut im 12. Jahrhundert, seit dem 3. Juni 1931 unter Denkmalschutz (Bien de Interés Cultural)[5]
- Archäologische Fundstelle in der Kapelle der Cuatrovitas, mit römischen Artefakten
- Haciendas de la época señorial, Landgut